# Канно, Суга
Канно Суга (яп. 管野 スガ), также известная как Канно Сугако (管野 須賀子, 1881 — 25 января 1911), — первая японская революционерка, одна из первых японских феминисток и основательниц японского женского движения, подруга и гражданская жена деятеля японского анархистского движения Котоку Дэндзиро. В июне 1910 года арестована вместе с соратниками по подозрению в планировании покушения на императора Мэйдзи. Заговор (яп. 大逆事件 Тайгяку дзикэн) действительно имел место. На суде в 1910 году вела себя героически. Была казнена в тюрьме вместе с Котоку и 10 другими революционерами.

## Биография
Родилась в Осаке в семье горного мастера и рано познакомилась с тяжёлой жизнью горняков. Она потеряла мать в возрасте десяти лет, и её отец снова женился. Вдобавок к тому, что мачеха подвергала её жестокому обращению, Канно в возрасте пятнадцати (по другим данным, четырнадцати) лет была изнасилована. Её одолевали чувства вины и стыда. Она нашла утешение в трудах писательниц-анархисток, которые советовали ей и другим женщинам-жертвам насилия перестать винить себя и видеть в изнасиловании жестокое преступление, каким оно и являлось.
При чтении эссе о жертвах сексуального насилия Канно также познакомилась с социалистическими идеями, что оказало огромное влияние на формирование её личности. В семнадцать лет она вышла замуж за человека, принадлежавшего к купеческой семье в Токио, исключительно для того, чтобы избежать жестокого обращения со стороны мачехи. Она вернулась в Осаку только в 1902 году.
Канно начала писать в журнале и участвовать в христианском женском движении против системы законных борделей. Она писала в газетах «Хэймин симбун» и «Майнити» (1904-05) под псевдонимом Югэцу. С началом русско-японской войны она присоединилась к христианско-социалистическому движению за мир. В 1906 году стала главой редакции газеты в провинции Вакаяма и завязала отношения с социалистическим лидером Арахатой Кансоном (1887—1981).
Вернувшись в Токио, она была вовлечена в анархистский манифест, лидеры которого в июне 1908 года были арестованы в связи с инцидентом красного флага. Во время посещения друзей в тюрьме она была арестована. Через два месяца после освобождения она встретила анархиста Дэндзиро Котоку (1871—1911). Вместе они начали публиковать анархистскую газету, которая была запрещена властями. Канно снова была арестована.

## Заговор против императора и казнь
В своём тюремном дневнике Суга пишет, что она пришла к выводу, что нельзя добиться политических изменений мирным путём после репрессий в связи с инцидентом красного флага, мирным протестом в 1908 году во главе с левыми анархистами. Именно после того, как она и её товарищи были арестованы, она пришла к выводу, что необходима насильственная революция. Исходя из этого, она, её любовник и ещё два анархиста стали вынашивать замысел убить императора Мэйдзи. Мияшита Такичи решил для осуществления убийства императора использовать взрывчатку, остальные участники заговора согласились с этим. После того, как бомба была изготовлена, заговорщики попросили своего товарища Симидзу Тайчиро сохранить бомбу у себя до момента применения. Однако Тайчиро предал своих товарищей и выдал их в руки полиции.
Вместе с двадцатью шестью другими вовлечёнными в дело людьми они были преданы суду. Судебный процесс по «делу об оскорблении трона» был закрытым.
Поняв, что полиция знает все обстоятельства дела, Суга не стала отрицать своего участия и активной роли в заговоре. Она сказала своим следователям, что
«даже среди анархистов я была среди наиболее радикальных мыслителей. Во время моего тюремного заключения в связи с „инцидентом красного флага“ в июне 1908 года меня возмутило жестокое обращение полиции. Я пришла к выводу, что мирное распространение наших принципов не может произойти в подобных условиях. Необходимо было поднять народное самосознание, организовав мятежи или революцию или прибегнув к убийствам… Похоже, император Муцухито, в сравнении с другими императорами в истории, снискал популярность у народа и является достойной личностью. Несмотря на моё личное к нему сочувствие, он, как император, является главным человеком, ответственным за экономическую эксплуатацию народа. Политически он стоит у истоков всех совершенных преступлений, идейно же он является основополагающей причиной суеверий. Человек, занимающий подобное положение, я считаю, должен быть убит».
По приговору суда 24 подсудимых были приговорены к смертной казни, хотя большинство из них не были непосредственно вовлечены в заговор. Впоследствии двенадцати из них приговор был заменён на пожизненное заключение, остальным двенадцати смертный приговор был подтверждён, включая Канно, Котоку и ещё десять их товарищей.
В своем тюремном дневнике она написала: 
 «Излишне говорить, что я была готова к смертному приговору. Моим единственным беспокойством днем и ночью было увидеть как можно больше моих... сообщников спасены... Я убеждена, что наша жертва не напрасна. Она принесет плоды в будущем. Я уверена, что, поскольку я твердо верю, что моя смерть послужит ценной цели, я смогу сохранить свое самоуважение до последнего момента на эшафоте. Меня окутывает чудесная утешительная мысль, что я жертвую собой ради дела. Я верю, что смогу умереть благородной смертью без страха и страданий».
Канно была повешена 25 января 1911 года. Газета «Мияко Синбун» описала её казнь:
«…Она поднялась на эшафот в сопровождении двух охранников с обеих сторон. Её лицо быстро накрыли белой тканью.... Затем ей приказали сесть прямо на пол. На её шею накинули два тонких шнура. Доску пола убрали. Через двенадцать минут она умерла.».